# Jeffrey Hoogenbosch
Jeffrey Hoogenbosch (Nijmegen, 10 maart 1988) is een Nederlands voetballer die als doelman voor FC Oss speelde.

## Carrière
Jeffrey Hoogenbosch speelde voor amateurclub VV Union, waarna hij in 2011 naar FC Oss vertrok. Hier maakte hij zijn debuut op 14 oktober 2011, in de met 4-4 gelijkgespeelde thuiswedstrijd in de Eerste divisie tegen SC Veendam. Hij kwam in de 34e minuut in het veld voor Roy de Ruiter, omdat keeper Richard Arends met een rode kaart van het veld werd gestuurd. In de winterstop vertrok hij naar Groesbeekse Boys, omdat hij het vertrouwen miste bij FC Oss.

### Statistieken
| Seizoen                  | Club           | Land           | Competitie     | Competitie | Competitie | Beker | Beker | Totaal | Totaal |
| Seizoen                  | Club           | Land           | Competitie     | Wed.       | Dlp.       | Wed.  | Dlp.  | Wed.   | Dlp.   |
| ------------------------ | -------------- | -------------- | -------------- | ---------- | ---------- | ----- | ----- | ------ | ------ |
| 2011/12                  | FC Oss         | Nederland      | Eerste divisie | 1          | 0          | 0     | 0     | 1      | 0      |
| Carrièretotaal           | Carrièretotaal | Carrièretotaal | Carrièretotaal | 1          | 0          | 0     | 0     | 1      | 0      |
| Bijgewerkt op 2 mei 2017 |                |                |                |            |            |       |       |        |        |